# Бердниковское сельское поселение
Бердниковское сельское поселение — упразднённое муниципальное образование в составе Глинковского района Смоленской области России.
Административный центр — деревня Берёзкино.
Образовано законом от 2 декабря 2004 года. Упразднено законом от 20 декабря 2018 года с включением всех входивших в его состав населённых пунктов  в Болтутинское сельское поселение.

## Географические данные
- Общая площадь: 155,04 км²
- Расположение: восточная часть Глинковского района
- Граничит:
  - на востоке и юго-востоке — с Ельнинским районом
  - на юго-западе и западе — с Болтутинским сельским поселением
  - на северо-западе и севере — с  Глинковским сельским поселением
- По территории поселения проходит автомобильная дорога  Р96 Новоалександровский(А101) - Спас-Деменск — Ельня — Починок
  - По территории поселения проходит железная дорога Смоленск - Сухиничи, имеются станции О.п. 524-й км, Нежода.
- Крупные реки: Устром, Стряна.

## Население
| 2011 | 2012 | 2013 | 2014 | 2015 | 2016 | 2017 |
| ---- | ---- | ---- | ---- | ---- | ---- | ---- |
| 344  | ↘325 | ↘318 | ↘307 | ↘288 | ↘279 | ↘263 |
| 2018 | 2019 |      |      |      |      |      |
| ↘260 | ↘244 |      |      |      |      |      |

## Населённые пункты
На территории поселения находилось 14 населённых пунктов.
- Берёзкино, деревня
- Беззаботы, деревня
- Большая Нежода, деревня
- Большое Тишово, деревня
- Бердники, деревня
- Ивонино, деревня
- Кукуево, деревня
- Нежода, хутор
- Новое Тишово, деревня
- Озеренск, деревня
- Рогулино, деревня
- Сивцево, деревня
- Соловенька, деревня
- Старая Буда, деревня